# Legacy of Ashes
Legacy of Ashes è il nono album del gruppo musicale Sinister, pubblicato nel 2010.

## Tracce
1. Herd of Damnation – 1:27
2. Into the Blind World – 4:34
3. The Enemy of My Enemy – 4:08
4. Anatomy of a Catastrophe – 4:05
5. The Sin of Sodomy – 3:31
6. Legacy of Ashes – 4:24
7. The Hornet's Nest – 4:44
8. Righteous Indignations – 4:32
9. The Living Sacrifice – 6:20

## Formazione
- Edwin van den Eeden - batteria
- Aad Kloosterwaard - voce
- Alex Paul - chitarra, basso